# Ириней (Михэлческу)
Митрополи́т Ирине́й (рум. Mitropolitul Irineu, в миру Йоан Михэлческу, рум. Ioan Mihălcescu; 24 апреля 1874, село Валя-Вией — 5 апреля 1948, Монастырь Агапия) — румынский богослов, педагог, историк, писатель и переводчик, епископ Румынской православной церкви, архиепископ Ясский и митрополит Молдавский и Сучавский.
Виднейший румынский богослов первой половины XX века; опубликовал большое количество работ по догматическому богословию, апологетике, истории религий. Подготовил ряд учебников и пособий для духовных, лицеев и школ: Закон Божий, Священная история Ветхого и Нового Завета, Всеобщая церковная история, История Румынской Церкви, Апологетика, Догматическое богословие и др. Переводил Ж. А. Бернардена де Сен-Пьера, Г. Сенкевича, К. Фламмариона и др. авторов. Принимал участие в международных экуменических встречах и конференциях, в своих выступлениях отстаивал истину православного вероучения.

## Биография
Родился 24 апреля 1874 года и был шестым из десяти ребёнком священника из горного села Валя-Вией в коммуне Пэтырлагеле, жудеца Бузэу. Окончил начальную школу в родном селе. В 1887—1889 годы обучался в гимназии города Бузэу, а в 1889—1891 годы — в Бузэуской духовной семинарии. В 1891—1895 годы учился в Центральной духовной семинарии в Бухаресте. В 1894—1900 года преподавал греческий язык в Центральной духовной семинарии Бухареста.
В 1895—1899 годы обучался на богословском факультете Бухарестского университета, представил на последнем курсе дипломную работу «III Вселенский Собор в Эфесе 431 года» (Sinodul al III-lea ecumenic, ţinut în Efes la anul 431 d. Кr. Bucur., 1899). В 1901—1904 годы изучал философию и теологию в университетах Берлина и Лейпцига. 13 июня 1903 году в Лейпцигском университете защитил докторскую диссертацию по философии «Изложение и критика религиозной философии О. Сабатье» (Darlegung und Kritik der Religionsphilosophie Sabatiers. Bern, 1903).
В 1904—1908 году экстраординарный профессор, в 1908—1939 годы — ординарный профессор кафедры основного и догматического богословия на богословском факультете Бухарестского университета. В 1926—1927 годы декан богословского факультета в Кишинёве. В 1927—1929 и 1933—1936 годы декан этого богословского факультета Бухарестского университета. В 1923 году рукоположён Патриархом Румынским Мироном (Кристей) во священника к церкви Амзей г. Бухареста. Вёл катехизаторскую работу с прихожанами, проповедовал, выпускал приходскую газету, для которой писал религиозно-нравственные статьи.
В 1936 года скончалась его жена Анастасия. В том же году он постригся в монашество в Монастыре Синая с именем Ириней и возведён в сан архимандрита.
17 октября 1936 года был хиротонисан во епископа Тырговиштского, викария Бухарестской архиепископии.
С 1 ноября 1938 по 1 ноября 1939 года — епископ Крайовский, временно управляющий Рымникской и Новосеверинской епископией.
13 ноября 1939 года назначен местоблюстителем созданной тогда же Олтенской митрополии.
29 ноября 1939 года избран митрополитом Молдавским и Сучавским, 17 декабря года состоялась его интронизация.
16 августа 1947 года удалился на покой в монастырь Агапия, где и скончался 5 апреля 1948 года.